# Недостаточность аденилосукцинат лиазы
Аденилосукцинат лиаза (ASL), катализирует две реакции биосинтеза пуриновых нуклеотидов: образование аминоимидазолкарбоксамид риботида (AICAR) из сукциниламиноимидазолкарбоксамид (SAICA) риботида, а также аденозин монофосфата (AMP) из аденилосукцината (S-АMP). Заболевание, связанное с недостаточностью ASL (МКБ9: 277.2, рубрика: Оther disorders of purine and pyrimidine metabolism), описано около тридцати лет назад J. Jaeken и G. Van den Berghe, является аутосомно-рецессивным дефектом биосинтеза пуринов de novo у человека и характеризуется накоплением двух нуклеозидов — SAICA рибозида и сукциниладенозина (S-Аdо) в ликворе, плазме и моче. В наибольшей концентрации эти соединения обнаруживаются в моче.
Диагноз ставится на основании обнаружения нуклеозидов в моче. Экспресс диагностика проводится либо на основании метода Браттона-Маршалла (калориметрический), либо на основе метода Руднева, основу которого составляет спектрофотометрия мочи (А.Ю. Руднев и соавторы 1990, 1991; Rudnev et al.,1994,1996,1997).
Клиническая картина заболевания включает грубую задержку психо-моторного развития, признаки аутизма, эпилептический синдром, пирамидную, экстрапирамидную и мозжечковую симптоматику. В настоящее время выделено 4 клинических варианта заболевания, что указывает на клиническую гетерогенность недостаточности ASL. К настоящему времени описано около ста больных с недостаточностью ASL.
В России на настоящий момент не выявлено ни одного случая заболевания, несмотря на попытки проведения скрининга данной нозологии (Rudnev et al.,1996; Руднев А. Ю., 1997).